# Banco Zaragozano
El Banco Zaragozano fou un banc espanyol fundat en gener de 1910 per José García Sánchez, que fou president del consell d'administració del banc fins a sa mort en 1952. La seu central era a Saragossa.

## Evolució històrica
En 1922, dotze anys després de la seva fundació, Banco Zaragozano tenia sis oficines: Saragossa, Conca, Sos del Rey Católico, Sádaba, Haro i Santo Domingo de la Calzada.
El 2 de gener de 1929 es va obrir la primera sucursal a Madrid i la seu social del banc a Saragossa es va traslladar al Carrer del Coso. A l'abril de 1932 es va obrir la sucursal de Barcelona. A finals de 1993, Banco Zaragozano contaba 355 oficines.
En maig de 2003, va ser comprat i absorbit per Barclays. La transacció va tenir un cost de 1.140 millions d'euros.
En el moment de la fusió, el Banco Zaragozano contaba amb 361 sucursals en els principals nuclis urbans i rurals d'Espanya, especialment a Aragó, Catalunya i Madrid. Era undècim banc espanyol, i ses accions cotitzaben a la Borsa de Madrid. La marca Banco Zaragozano desparegué finalment en 2006.